# 澤本夏輝
澤本 夏輝（さわもと なつき、1994年1月19日 - ）は、日本のダンサー。FANTASTICS from EXILE TRIBEのメンバー。愛称は、澤夏（さわなつ）。
長野県松本市出身。身長178cm。血液型O型。

## 略歴
4歳から地元のダンススクールに通い始める。
高校時代はダンススクールのインストラクターの手伝いをしていた。高校卒業後に上京し、EXPG STUDIO東京校に通う。
2016年12月29日、FANTASTICSとして始動。

## 人物
- ダンスを生業にするためバックダンサーを目指していたが、三代目 J SOUL BROTHERS from EXILE TRIBEの全国アリーナツアー『BLUE IMPACT』にサポートダンサーとして参加し、アーティストを志す[3]。

## 出演

### 舞台
- BOOK ACT「もう一度君と踊りたい」（2020年2月[6]、10月[7]）

### テレビ番組
- ゴジてれ Chu !「FANTASTICS畑」（2020年7月 - 、福島中央テレビ）[8]
- 学校テレビ（2024年3月[9]、2024年7月[2]、長野放送）[10]

### 映画
- 仮面ライダーガヴ お菓子の家の侵略者（2025年7月25日） - 培養体の青年 役[11][12]

### ラジオ
- 三代目 J SOUL BROTHERS 山下健二郎のZERO BASE（2021年1月 - 、ニッポン放送）

### 配信番組
- 腹ぺこグルマン なつキッチン（2022年7月 - 2023年7月、cookpadLive）[13]

### 連載
- 佐賀新聞 Fit ECRU「サワサガ食堂」（2023年4月 - ）[14]

## ライブ

### 参加
- EXILE LIVE TOUR 2025 "WHAT IS EXILE"（2025年4月19日 - 4月20日）